# 5300 Sats
5300 Sats eller 1974 SX1 är en asteroid i huvudbältet som upptäcktes den 19 september 1974 av den ryska astronomen Ljudmila Tjernych vid Krims astrofysiska observatorium på Krim. Den är uppkallad efter den ryske författaren Nataliya Il'inichna Sats.
Asteroiden har en diameter på ungefär 3 kilometer.